# Carex schmidtii
Carex schmidtii là một loài thực vật có hoa trong họ Cói. Loài này được Meinsh. mô tả khoa học đầu tiên năm 1871.